# جراهام فريدريك يونغ
غراهام فريدريك يونغ (7 سبتمبر 1947 - 1 أغسطس 1990) قاتل بريطاني قام بتسميم ثلاث أفراد حتى الموت (زوج أمه، وبعدها بسنتين اثنان من زملائه بالعمل، بوب إيجل وفريد بيغز) كما أعطى جرعات صغيرة من السم لآخرين